# Зебровая амадина
Зе́бровая амади́на (лат. Taeniopygia guttata) — птица семейства вьюрковых ткачиков. Одна из наиболее популярных ткачиковых птиц, которых разводят любители.

## Описание
Длина тела птицы около 10 см.

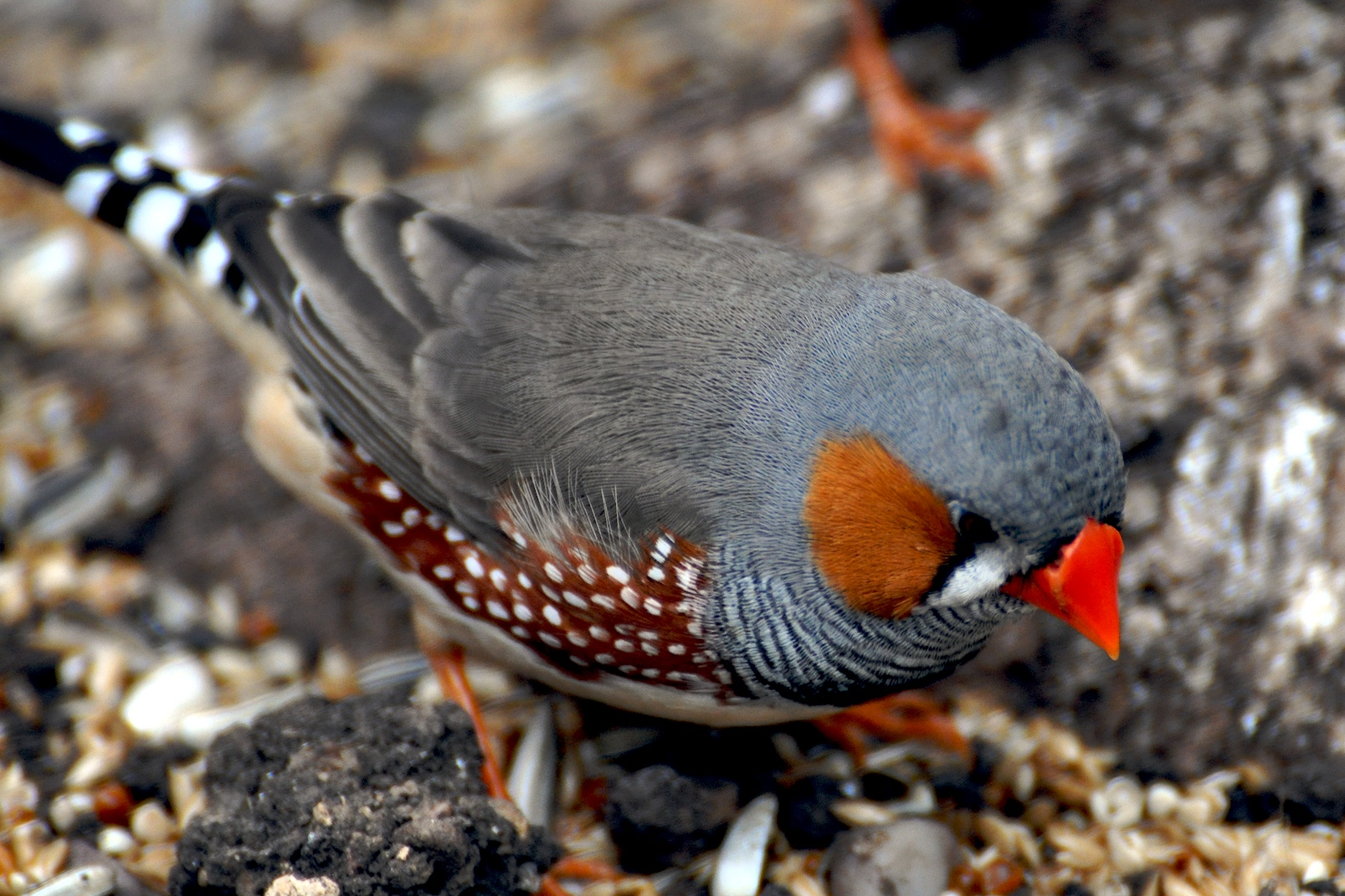
Самец

Окраска самца — верх головы, шея, передняя часть спины пепельно-серого цвета, верхние кроющие перья хвоста чёрной окраски с белыми вершинами, которые создают полосатый рисунок. От глаз вниз идут чёрные полосы, бока головы светло-каштановой окраски. Передняя часть шеи и грудь с поперечно-полосатым рисунком. Чёрные и светлые полосы на груди образует «зебровую» окраску, от которой и происходит название птицы. Полосатый рисунок постепенно переходит в чёрное пятно, отделяющее грудь от белого брюшка. Бока тела каштановые со множеством белых пятен. Спина и крылья серо-бурого цвета. Хвост тёмно-бурый. Клюв кораллово-красный. Ноги светло-оранжевые.
Окраска самки менее яркая. В её оперении отсутствуют каштановые оттенки и зебровый рисунок на горле и груди, брюшко слегка желтоватое. Молодые самцы своей окраской сходны с окраской самки, но их оперение более бурое, а цвет клюва — чёрный.

## Вокализация
Результаты исследований показывают, что у зебровых амадин наследуются не звуковые проявления, а специфический звуковой сценарий: важны моменты отсутствия звучания и их продолжительность. А звуковое наполнение размеченных промежутков птенцы перенимают от своих родителей.

## Геном
Геном зебровой амадины содержит 18 447 генов, из которых 17 475 кодируют белки. Активность 807 генов существенно меняется, когда птица поёт. В геноме птиц присутствует около 500 генов, кодирующих обонятельные рецепторы, из которых активно работают (то есть с них синтезируются белки) около 200 генов. По 10 хромосомам рассеяно 15 фрагментов вируса из группы гепаднавирусов (Hepadnaviridae), поразившего геном птицы в промежуток от 19 до 40 млн лет назад.

## Ареал
Малые Зондские острова, Австралия.
Вид интродуцирован в Пуэрто-Рико, Португалию и США.

## Подвиды
В дикой природе обитают 2 подвида зебровой амадины — материковый (Taeniopygia guttata caatanotis) и островной (Taeniopygia guttata guttata). Островной подвид обитает на островах Флорес, Сумба, Тимор и некоторых других из группы Зондских, расположенных к северо-западу от Австралии, и отличается рыжеватым оттенком головы. Материковый подвид встречается на территории почти всей Австралии, за исключением самых северных и южных регионов.

## Образ жизни
Заселяют равнины, заросшие травой, одиночными кустами и деревьями. Птицы селятся недалеко от воды. Основу рациона составляют семена трав и других растений, которые птицы подбирают на земле. Во время внегнездового периода зебровые амадины собираются в стаи по 50-100 особей, совершая небольшие кочёвки. Продолжительность жизни в дикой природе составляет 5-10 лет. Максимальная зарегистрированная продолжительность жизни — до 15 лет.

## Размножение

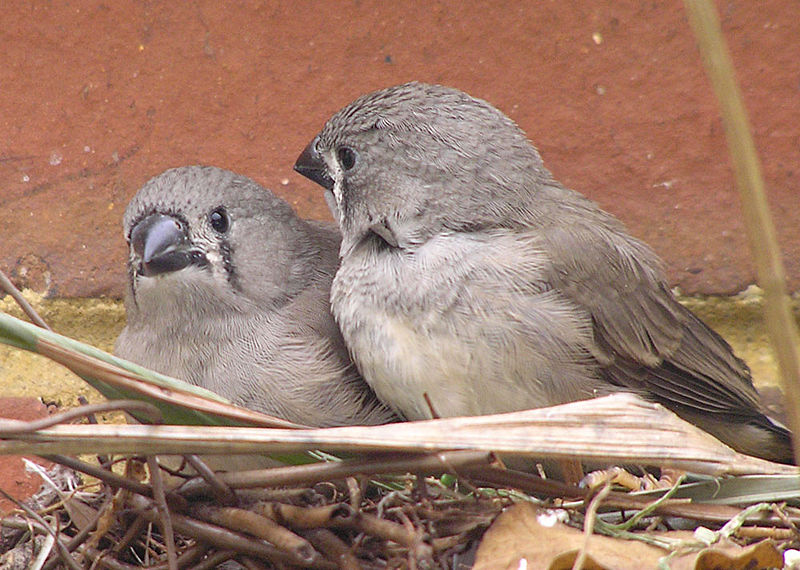
Птенцы

Гнездо бутылковидной формы. Строится оно из растительных волокон и сена, внутри выстилается пером. Изредка птицы могут образовывать небольшие колонии по нескольку пар на одном кусте или дереве, но преимущественно живут отдельными парами.
В кладке 4-6 яиц белого цвета с зеленоватым оттенком. Величина кладки зависит от климатических условий года: если лето засушливое, то в кладке только 3-4 яйца. В засушливые годы птицы гнездятся один раз в году или не гнездятся вовсе, в благоприятные годы гнездование может несколько раз повторяться. Насиживание длится около 12 дней. Птенцы выходят из гнезда на 21 день. Во время пребывания в гнезде мозг птенцов активен даже во время сна — в тёмное время суток они «укладывают в голове» трели родителей, чтобы петь их, став взрослыми.
Для зебровых амадин характерно необычно быстрое половое созревание. Так, в природе отмечено их размножение уже в шестинедельном возрасте, а при содержании в неволе зебровые амадины успешно размножаются начиная с 3 — 5 месяцев. В особо благоприятные годы возможно появление четырёх выводков в течение года.

## Разведение в неволе
Одна из наиболее популярных ткачиковых птиц, которых разводят любители. Была завезена в Европу в 1879 году и одомашнена.
За полтора века содержания в неволе было получено множество различных окрасок, большинство из которых в настоящее время сосредоточены в США и Европе. В ходе селекции были выведены чисто белые, палевые, пегие зебровые амадины, породы «пингвин», хохлатые и другие. Доказана возможность гибридизации зебровых амадин со многими видами воскоклювых ткачиков: астрильдами тигровыми, кольчатыми и тростниковыми, бриллиантовыми и попугайными амадинами, японской и серебряноклювой амадинами, рисовкой и другими видами. В большинстве случаев гибриды бесплодны.
Зебровые амадины в импровизированной клетке стали украшением и источником неприятностей на Весеннем фестивале в Спасо-хаусе, организованном американским послом в Москве в апреле 1935 года.

## Фото

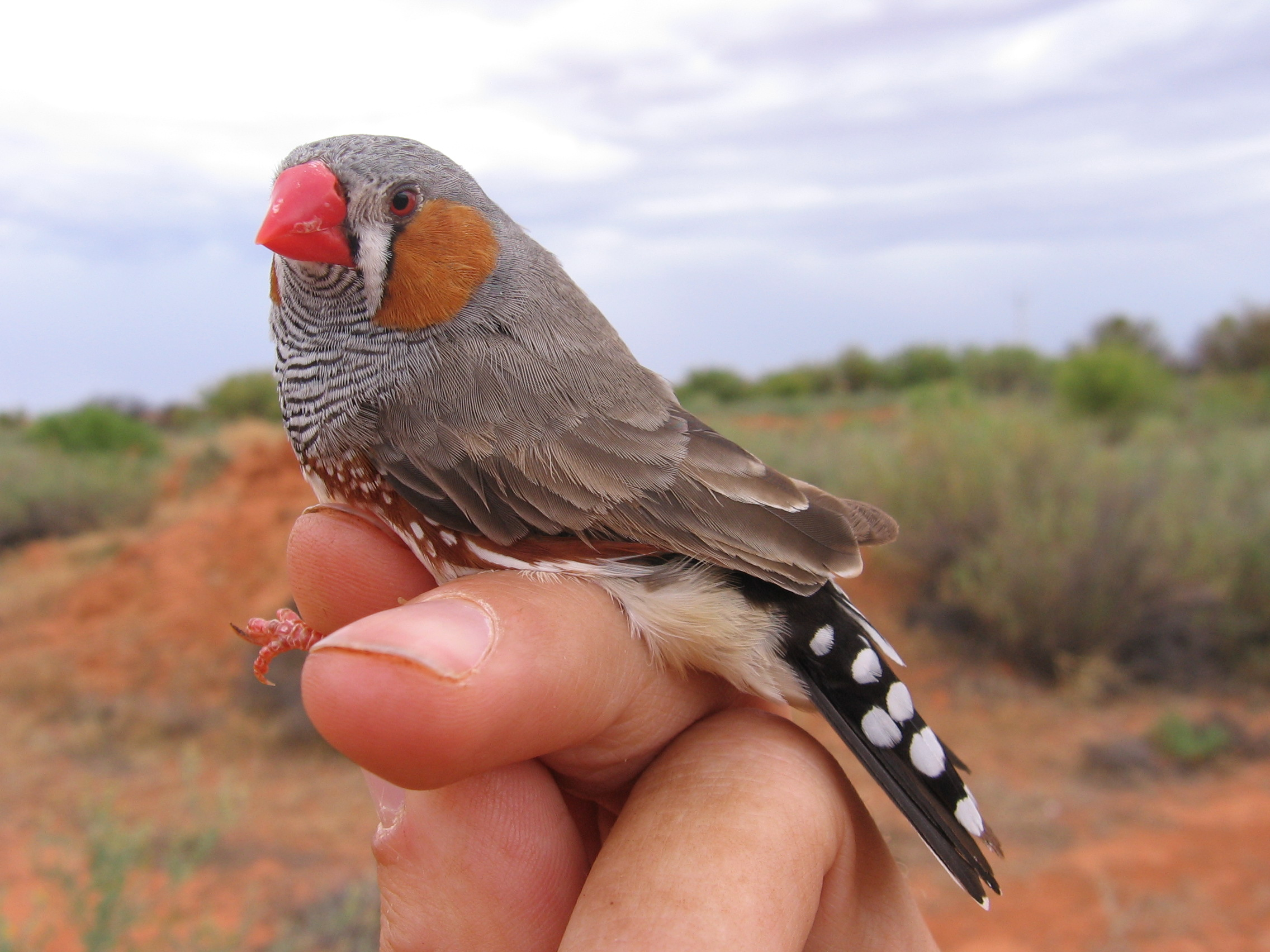
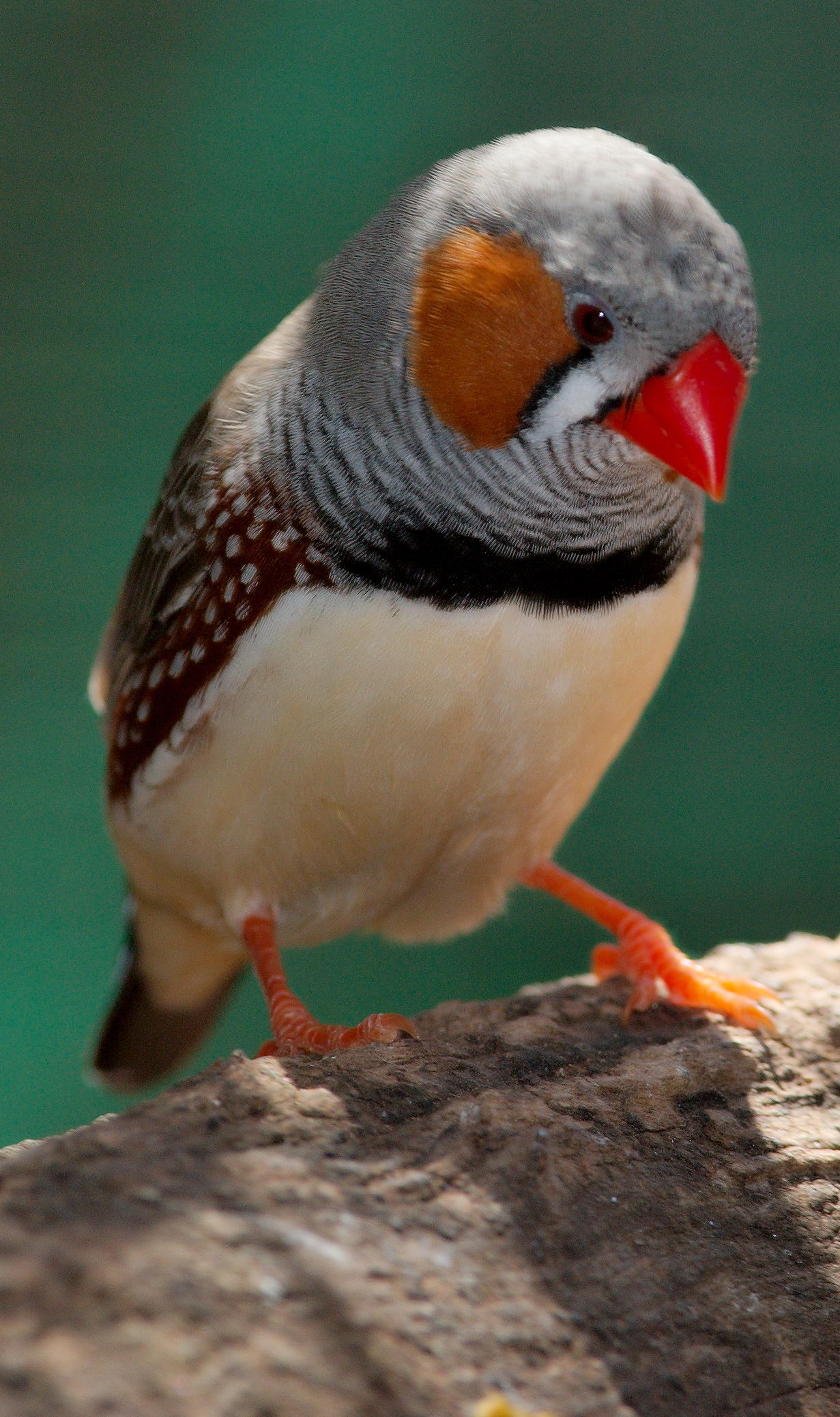
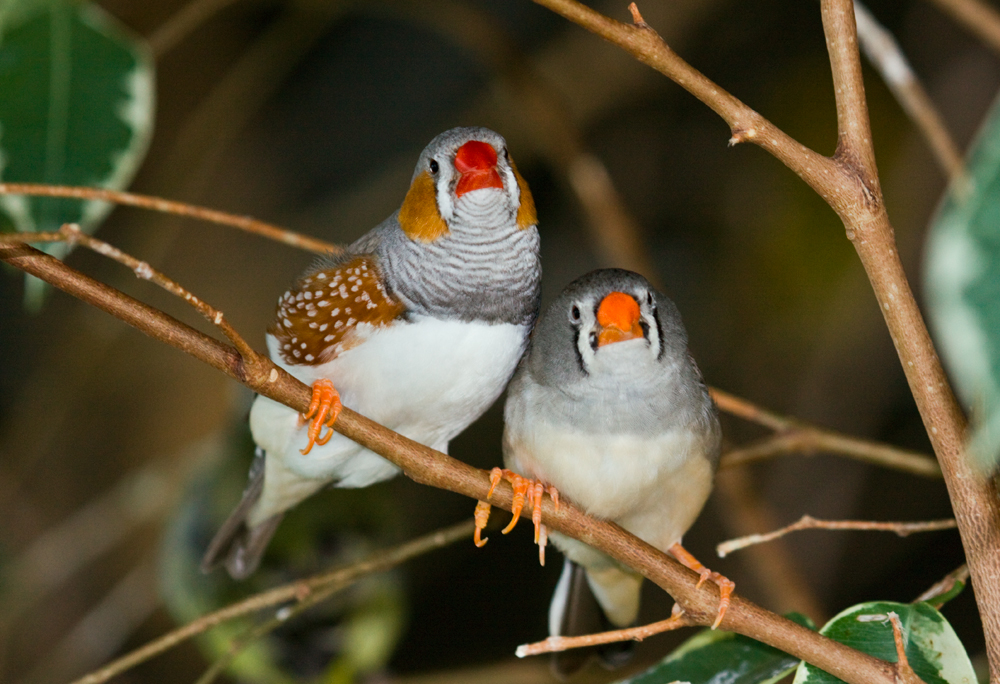
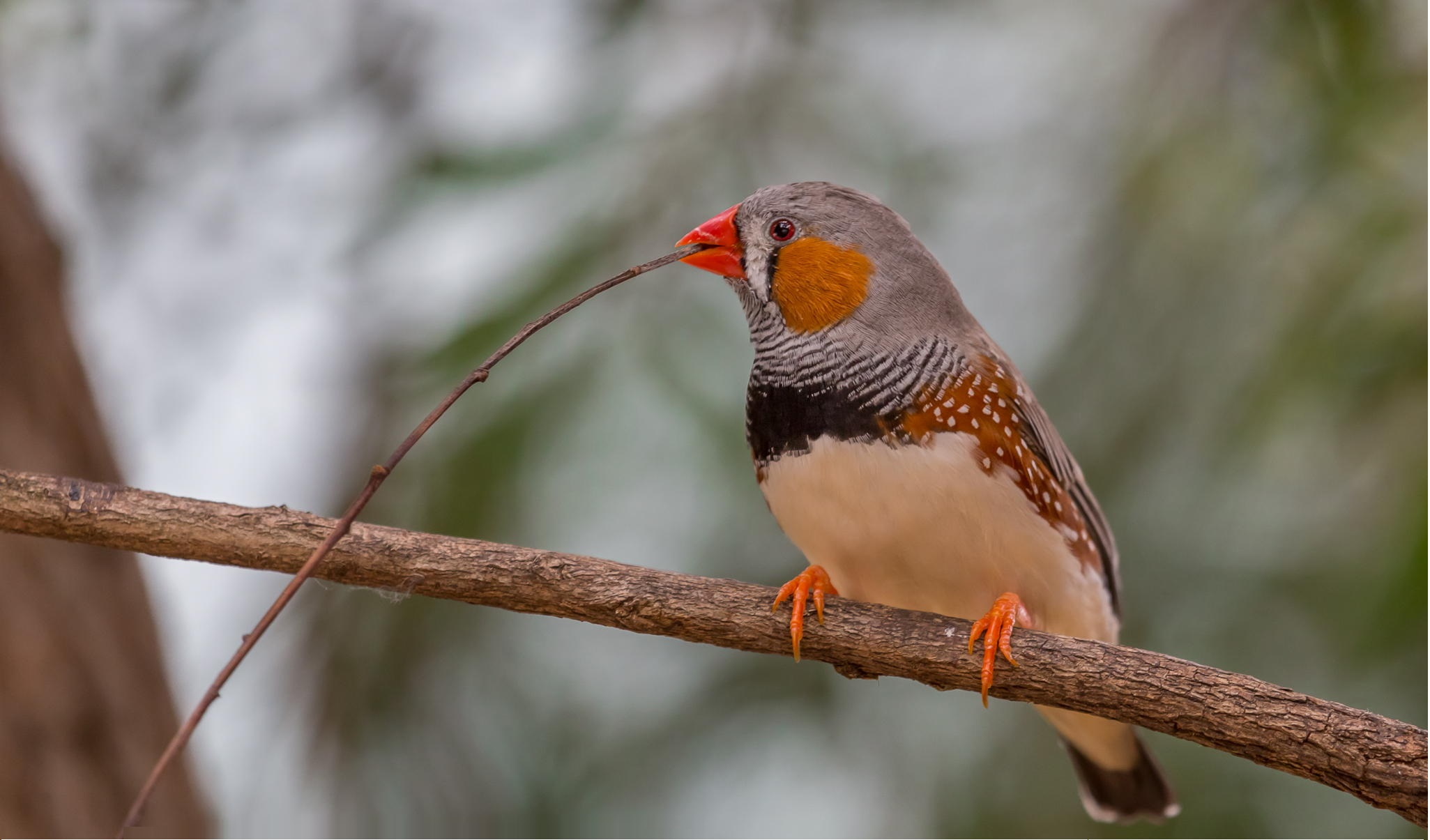